# Szuzuki Rjóhei (labdarúgó)
Szuzuki Rjóhei (鈴木 良平; Hepburn: Suzuki Ryōhei)(Japán, 1949. június 12. –) japán válogatott labdarúgó, később a japán női labdarúgó-válogatott szövetségi kapitánya is volt.